# Сан-Вісен-дел-Распеч
Сан-Вісен-дел-Распеч, Сан-Вісенте-дель-Распеч (валенс. Sant Vicent del Raspeig, ісп. San Vicente del Raspeig, офіційна назва Sant Vicent del Raspeig/San Vicente del Raspeig) — муніципалітет в Іспанії, у складі автономної спільноти Валенсія, у провінції Аліканте. Населення — 59 138 осіб (2022).

## Географія
Муніципалітет розташований на відстані близько 350 км на південний схід від Мадрида, 6 км на північний захід від Аліканте.
На території муніципалітету розташовані такі населені пункти: (дані про населення за 2010 рік)
- Бокерес: 1814 осіб
- Распеч: 1565 осіб
- Сан-Вісен-дел-Распеч/Сан-Вісенте-дель-Распеч: 50709 осіб

## Демографія
Динаміка населення (INE ):

## Міста-побратими
- Л'Іль-д'Або, Франція

## Галерея зображень

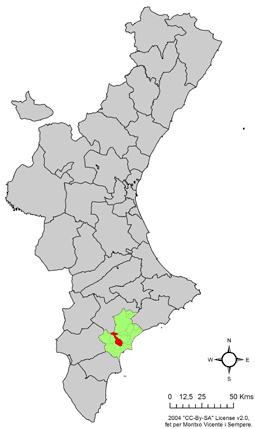
Розташування муніципалітету Сан-Вісен-дел-Распеч у автономній спільноті Валенсія
Розташування муніципалітету Сан-Вісен-дел-Распеч у комарці Кампо-де-Аліканте
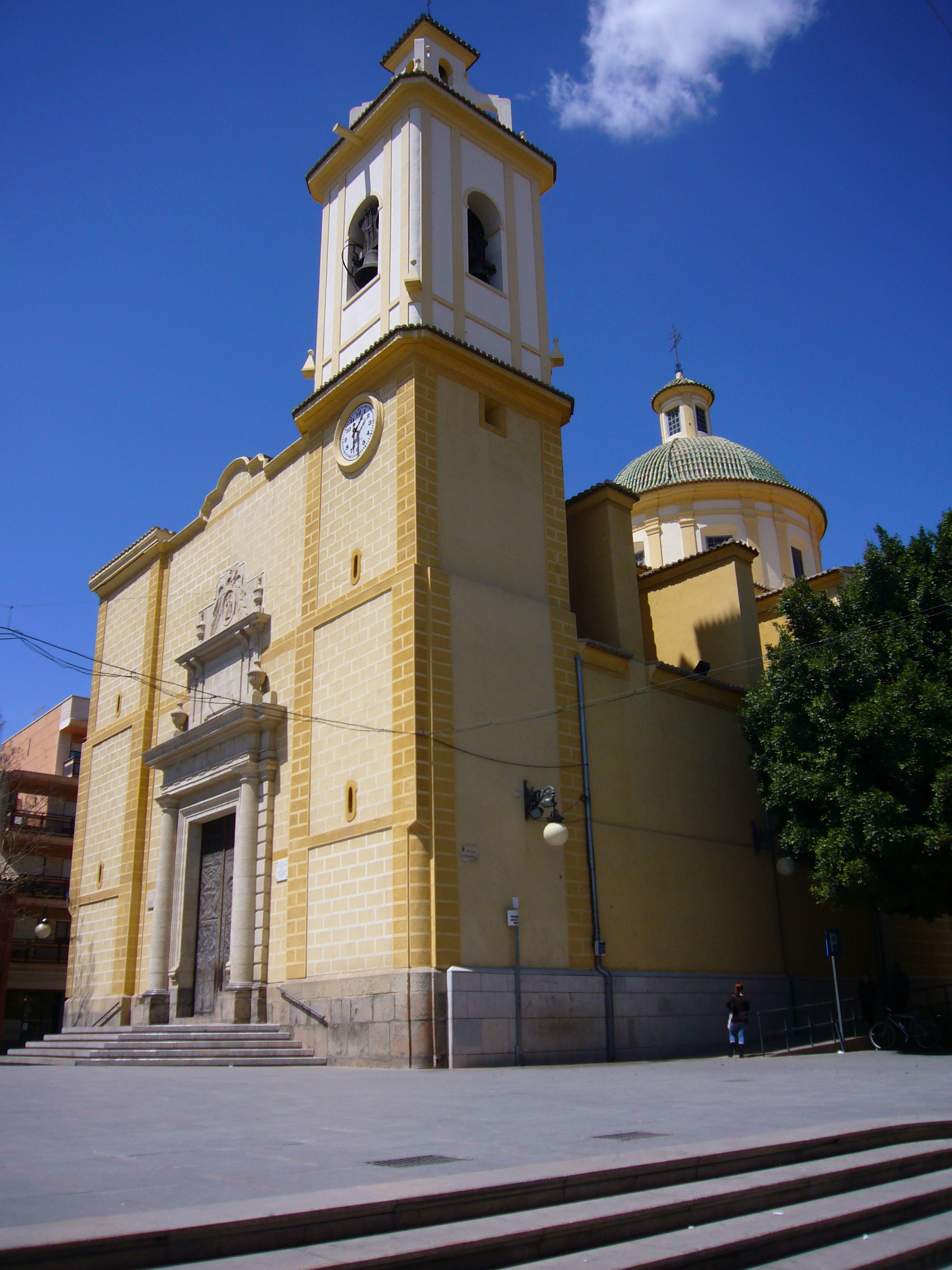
Церква Сан-Вісенте-Феррер
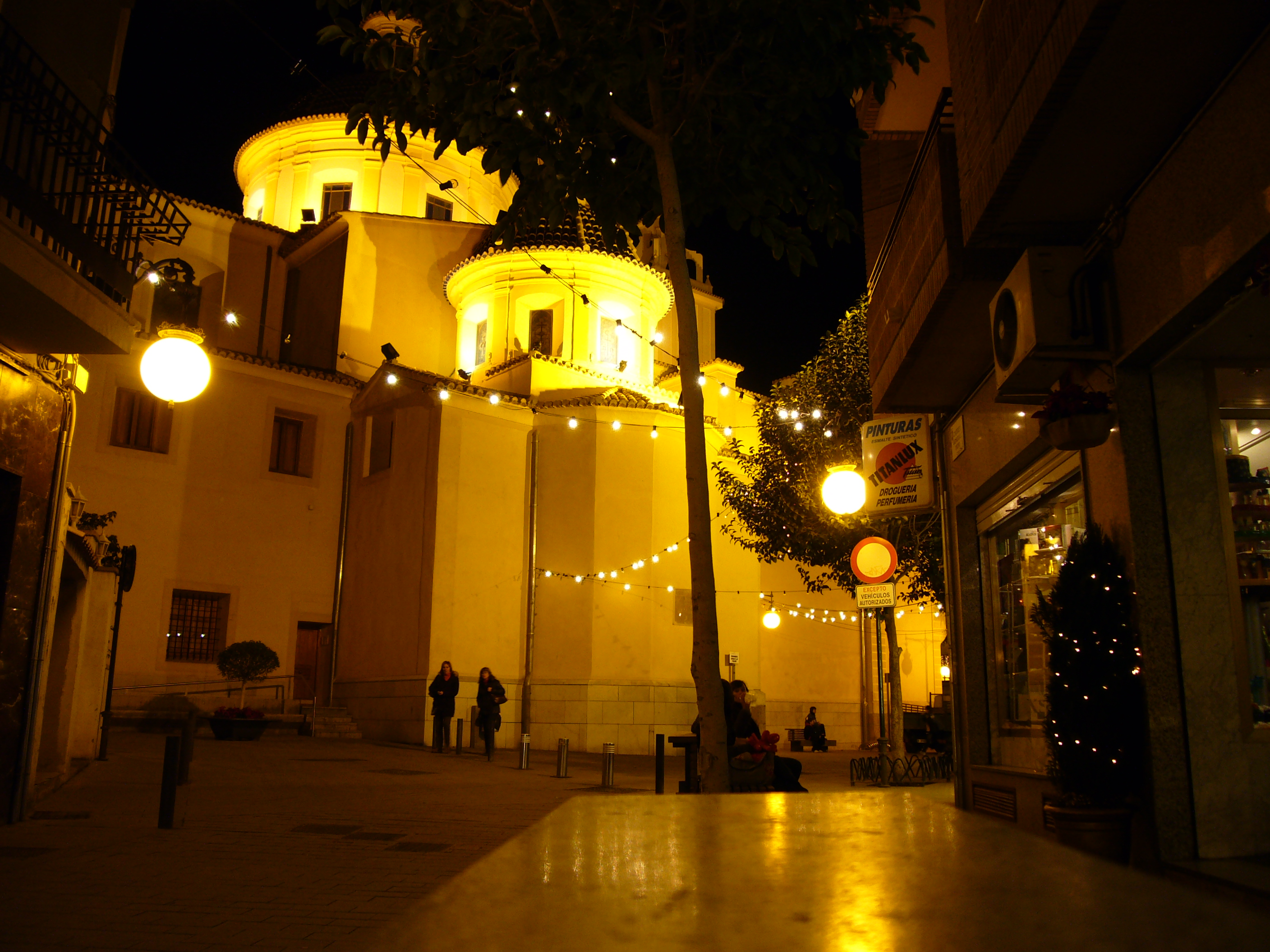
Церква Сан-Вісенте-Феррер
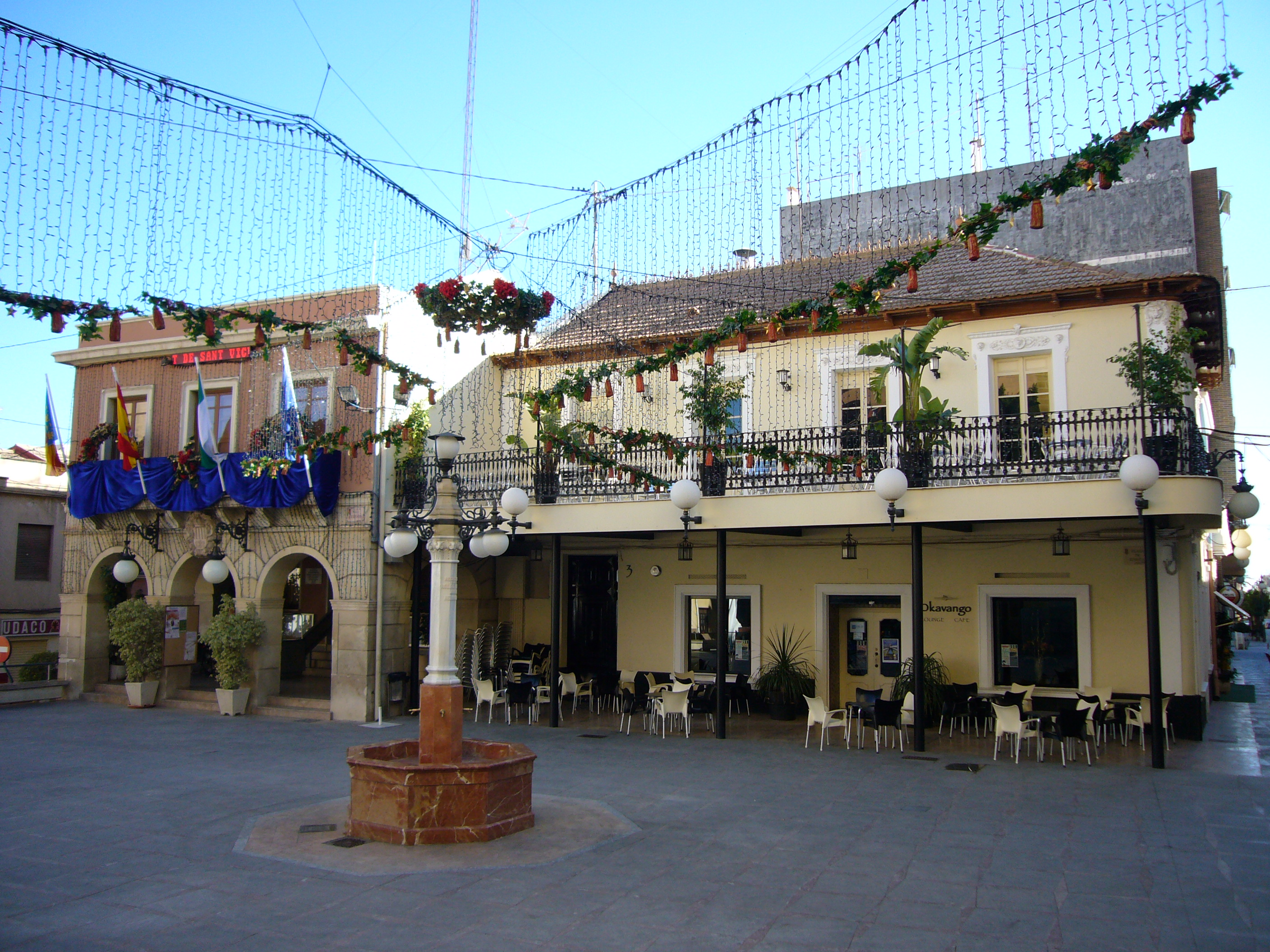
Сан-Вісен-дел-Распеч, муніципальна рада